# Cerkiew św. Michała Archanioła w Regietowie (nieczynna)
Cerkiew pod wezwaniem św. Michała Archanioła – cerkiew prawosławna w Regietowie, nieużytkowana od 2012. Znajduje się na terenie parafii w Gładyszowie, w dekanacie Gorlice diecezji przemysko-gorlickiej Polskiego Autokefalicznego Kościoła Prawosławnego.
Budowla drewniana, z otynkowaną nawą i mniejszym, oszalowanym prezbiterium. Nad nawą dach dwuspadowy z umiejscowioną centralnie wieżyczką zwieńczoną baniastym hełmem. Nad prezbiterium dach trójspadowy, również zwieńczony baniastym hełmem. Obok cerkwi niewielka, metalowa dzwonnica oraz krzyż upamiętniający 1000-lecie chrztu Rusi.
Cerkiew zbudowano w latach 30. XX w. w związku z konwersją części mieszkańców wsi na prawosławie i niemożnością korzystania przez nich z miejscowej świątyni greckokatolickiej. Po wysiedleniu ludności łemkowskiej w ramach akcji „Wisła” (1947), cerkiew została zamknięta. W budynku urządzono magazyn nawozów. Ponowne otwarcie świątyni nastąpiło w 1957, po powrocie części wysiedlonych i dokonaniu niezbędnego remontu obiektu. Początkowo cerkiew podlegała parafii w Hańczowej, później parafii w Gładyszowie. W 1997 przy cerkwi zbudowano dzwonnicę. Świątynię użytkowano do 2012, tj. do czasu ukończenia budowy i konsekracji nowej, większej cerkwi w Regietowie.

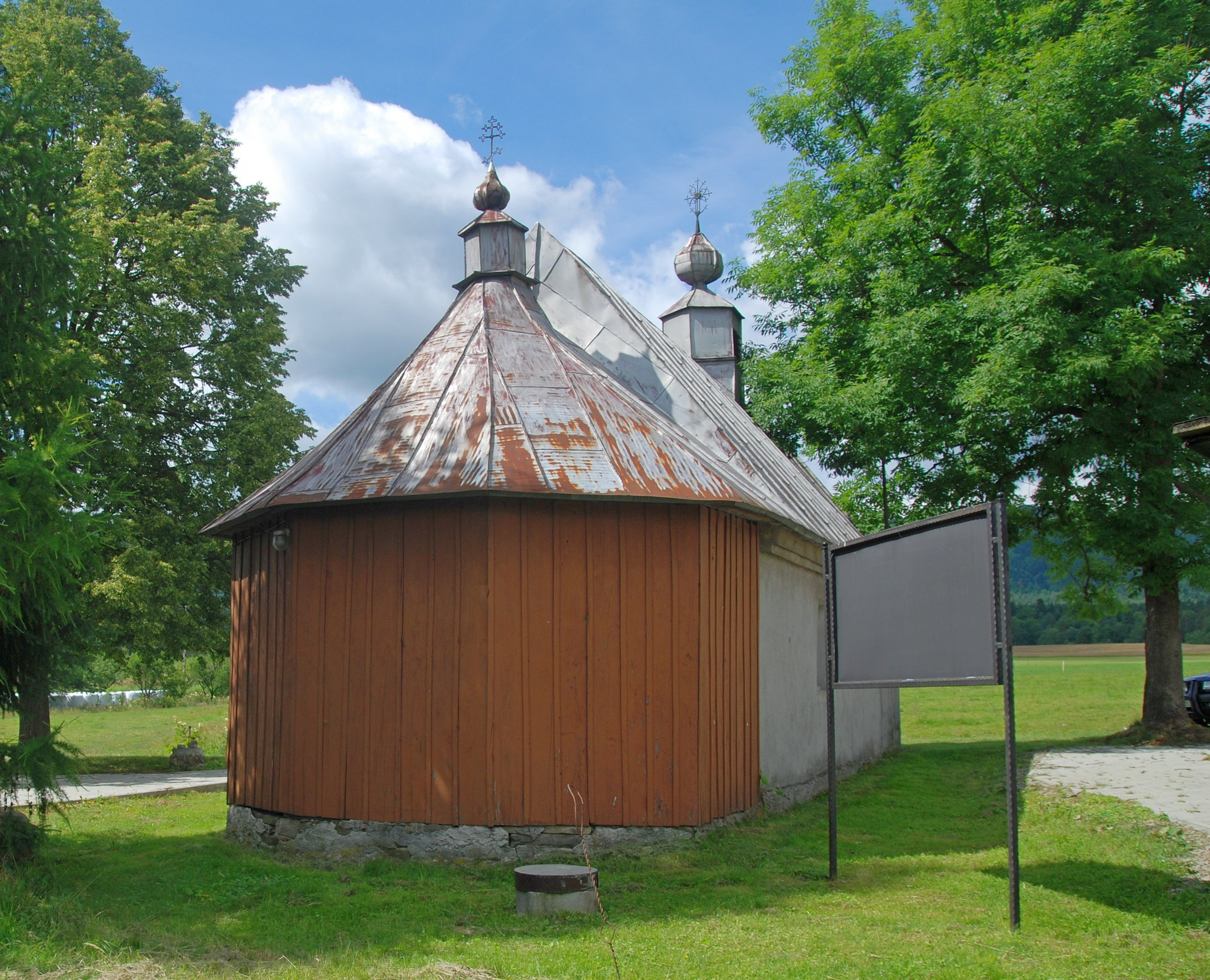
Widok od strony prezbiterium
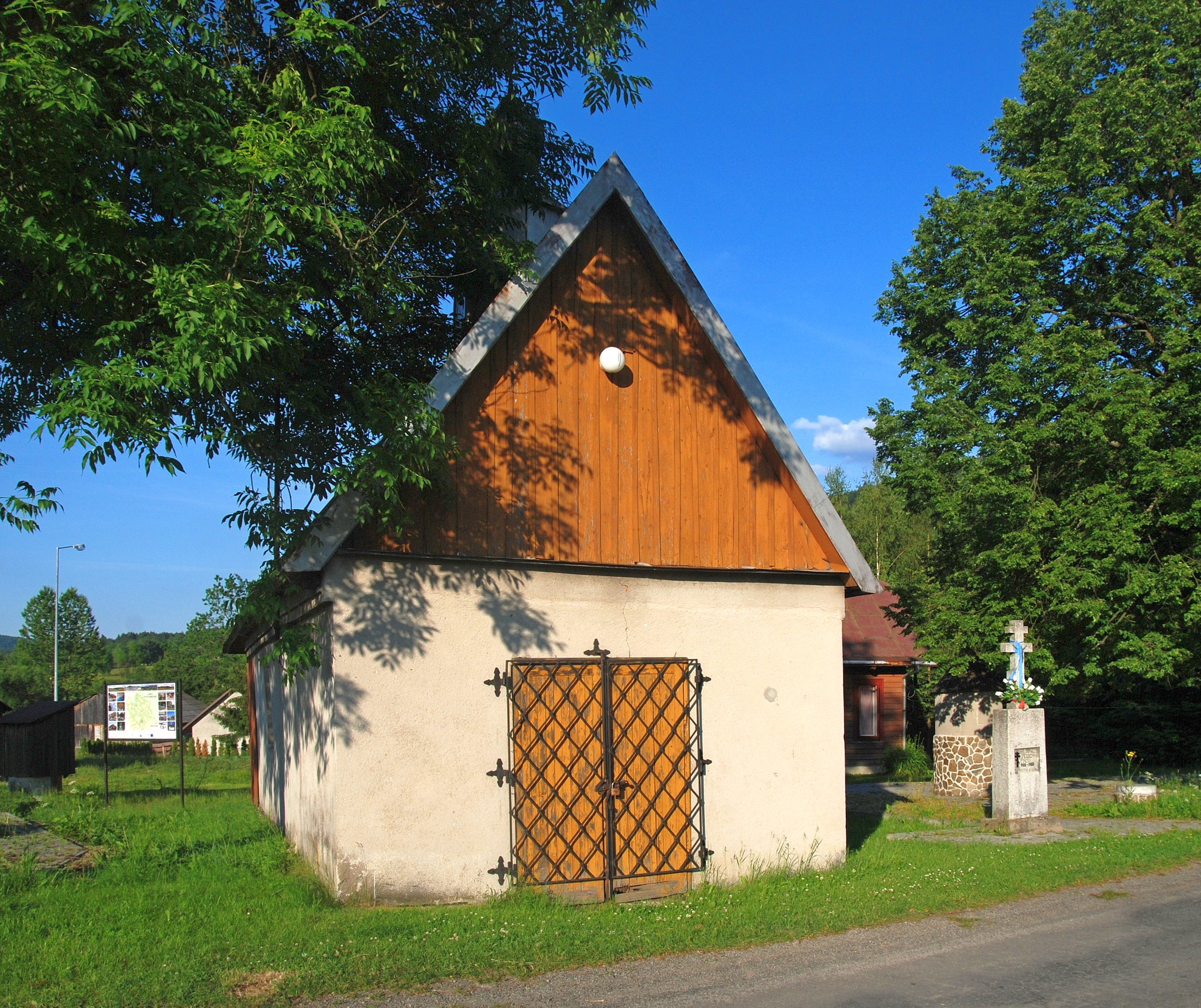
Elewacja frontowa
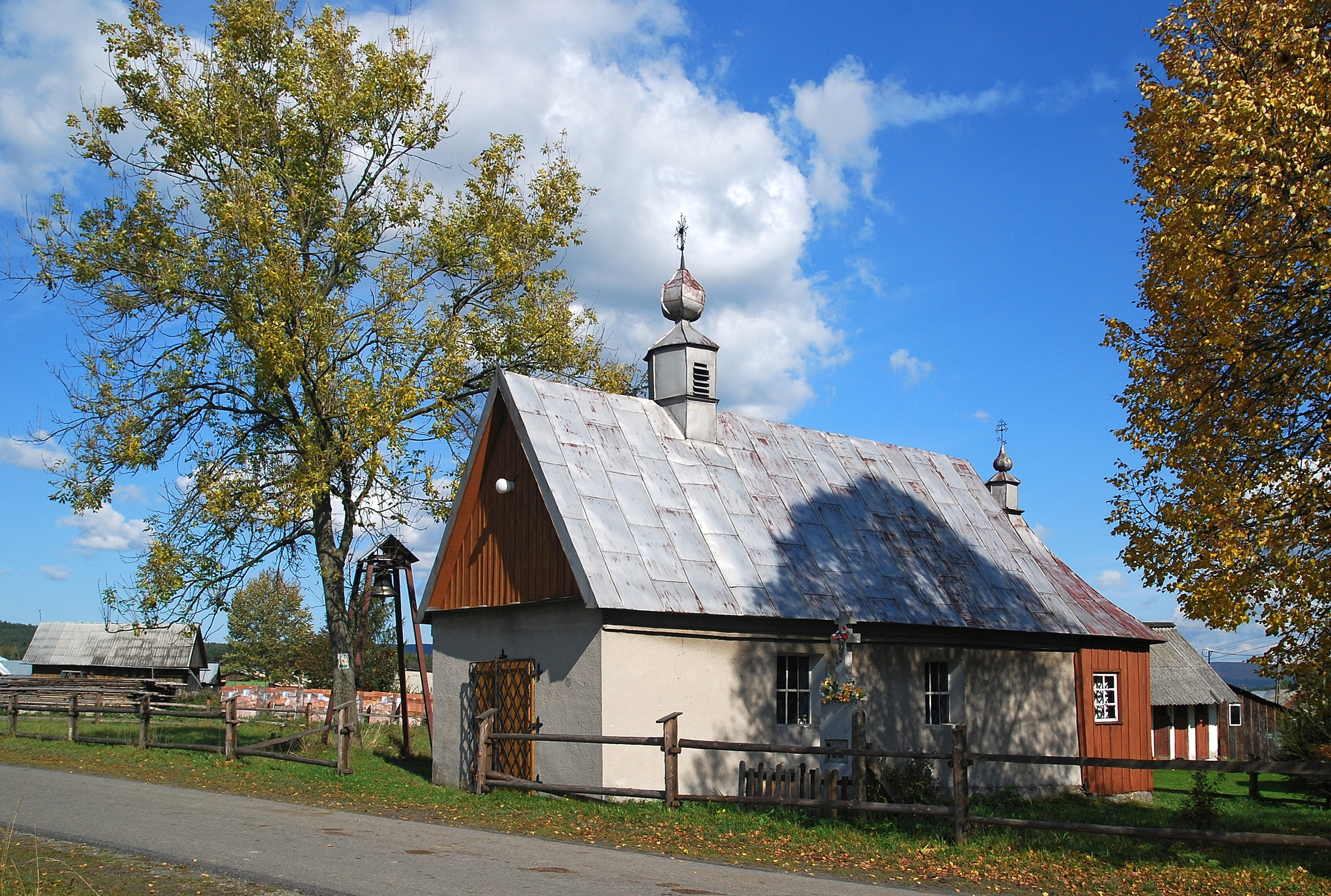
Cerkiew w 2007